# そのハツカネズミは笑わない
『そのハツカネズミは笑わない』（原題（フランス語）：La souris sans sourire ）は、フランコ・ドナトーニの弦楽四重奏曲のひとつ。

## 成立
アンサンブル・アンテルコンタンポランの定期演奏会のために1988年に作曲された。このときのヴィオラにはガース・ノックスが所属していた。スコア表示では演奏時間は16分30秒。リコルディ社からスコアとパート譜が出版されている（出版番号は134712）。

## 作曲技法
小節線が便宜上引かれているが、これは四重奏のために負担を軽減したに過ぎず、この時期のドナトーニの作品同様「小節」の概念や狭義の拍節感はいっさい存在しない。
ドナトーニの1977年以降の「パネル技法」の典型的な例として有名である。それ以前のトレードマークともいえる複雑な連符はいっさい用いられず、通常の16分音符×(N倍)が用いられる。一つ一つのセクションは単一のアイデアに徹しており、聴衆には変奏曲が展開されている印象を与える。変奏を基にして変奏が展開されるため、元の素材が何であったかを全く感じさせることはない。これは旋律を明示するための主題が、元から省かれているためである。
またMM表示は二分音符イコール41, 52, 63, 74といった系列と、四分音符イコール93, 104, 115の系列の二種が用いられる。前者の系列の二項を足すと93が導かれ、そこから11ずつ増える。この手の数列の扱いはこの時期のドナトーニに顕著に見られる。乱数表を用いてランダムな結果を出すことを良しとせず、単純な等差あるいは等比が耳に知覚できる範囲内の数列が選ばれる。ドナトーニは等倍比を嫌うために、素数関係の数列が使われることが「RIMA」や「NIDI」同様MM決定時に多い。四人が同時にプラルトリラとモルデントを使う93小節以降のシーンに、16通りある組み合わせ（2の4乗）の何が用いられるかは、使用テンポが速いこともあって聴取時にはほとんど予測できない。（四人同時にモルデントを使用しないといったゆるいルールを設定しておいて、その後は自由に選択されている。）
非合理音価が383,385小節を除いていっさい用いられず（特に除く理由も見当たらず、その箇所で使われたことをほとんど感知できない）、伝統的なモルデントやプラルトリラが入るため、リズムは古典的な印象を与え聴きやすい。その代わり、旋法的ではないため音名は予測しにくい。休符や音価は数列で制御されているが、必ずしも厳密な操作が行われるわけではない。弦の最高音を演奏する場所すらプラルトリラとポンティチェッロが指示されており（具体的なピッチに関して、作曲者は何の説明もしていない）、演奏家の解釈への挑戦的な態度が見られる。彼の世代では忌避されたオクターブもグリッサンドつきで全ての楽器に用いられており、この瞬間が全曲のクライマックスに相当し、曲はこのセクションを境に衰微して行く。冒頭を十数秒回想した後に、「鼠がわなにかかった」音を模倣して終わる。
4人が無理やりシンクロするシーンが多く、演奏はきわめて難しい部類に入る。この作品を常備する弦楽四重奏団は多くなく、国外にまで持ち出しできる弦楽四重奏団はほとんどない。

## 録音
アルディッティ弦楽四重奏団の録音がMONTAIGNEから1995年にリリースされている。